# Osvaldo Fattori
Osvaldo Fattori (San Michele Extra, provincia de Verona, Italia, 22 de junio de 1922-Milán, provincia de Milán, Italia, 27 de diciembre de 2017) fue un futbolista y director técnico italiano. Se desempeñaba en la posición de centrocampista.

## Selección nacional
Fue internacional con la selección de fútbol de Italia en 4 ocasiones. Debutó el 22 de mayo de 1949, en un encuentro ante la selección de Austria que finalizó con marcador de 3-1 a favor de los italianos.

### Participaciones en Copas del Mundo
| Mundial                        | Sede   | Resultado    |
| ------------------------------ | ------ | ------------ |
| Copa Mundial de Fútbol de 1950 | Brasil | Primera fase |

## Clubes

### Como futbolista
| Club            | País   | Año       |
| --------------- | ------ | --------- |
| A. C. Audace    | Italia | 1939-1941 |
| Vicenza Calcio  | Italia | 1941-1944 |
| Calcio Como     | Italia | 1944-1945 |
| Vicenza Calcio  | Italia | 1945-1946 |
| U. C. Sampdoria | Italia | 1946-1947 |
| Inter de Milán  | Italia | 1947-1954 |
| Brescia Calcio  | Italia | 1954-1959 |

### Como entrenador
| Club                   | País   | Año       |
| ---------------------- | ------ | --------- |
| Brescia Calcio         | Italia | 1955-1959 |
| Nuova Valdagno         | Italia | 1959-1961 |
| Sambenedettese Calcio  | Italia | 1961      |
| Solbiatese Arno Calcio | Italia | 1968-1970 |

## Palmarés

### Como futbolista

#### Campeonato nacionales
| Título  | Club           | País   | Año     |
| ------- | -------------- | ------ | ------- |
| Serie A | Inter de Milán | Italia | 1952-53 |
| Serie A | Inter de Milán | Italia | 1953-54 |